# México en la Exposición Universal de París de 1900

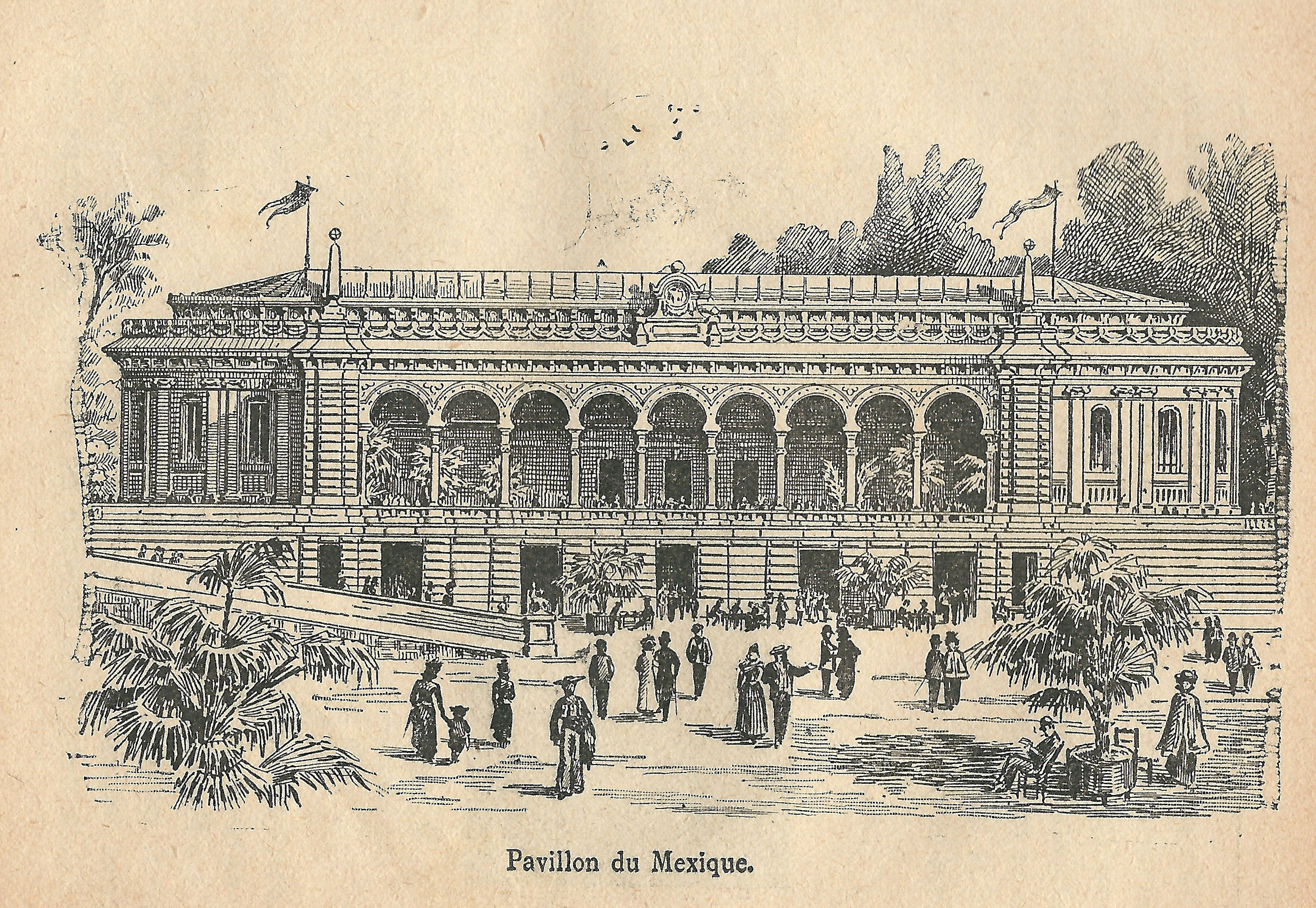
Ilustración del pabellón de México en la Exposición Universal de 1900

México participó en la Exposición Universal de París de 1900, el 25 de agosto de ese año. El tema que eligió México para su pabellón fue la modernidad y las raíces prehispánicas del país. El gobierno de Porfirio Díaz quería mostrar una faceta del país.

## Contexto histórico
Las exposiciones universales fueron un foro mundial para las naciones, tanto orientales como occidentales, en las cuales se hacía gala de los adelantos científicos, tecnológicos y artísticos de la modernidad. París fue uno de los anfitriones más afamados en el siglo XIX, puesto que realizaban estos eventos con una periodicidad casi exacta de 11 años entre cada feria, ganándose así el nombre de la capital de la modernidad del siglo XIX.

México no se quedó atrás en la participación de las ferias, pues participó en 4 ferias internacionales y 3 ferias norteamericanas, con el objetivo de unirse a la imagen de modernidad, a pesar de los problemas económicos y políticos que atravesaba el país, como lo fueron el aumento de la deuda externa, falta de inversión y constantes revueltas de protesta. El presidente Porfirio Díaz mantuvo la iniciativa de la participación del Estado mexicano, no solo con el objetivo de la modernidad como imagen, también para atraer a posibles inversores con la presentación de la riqueza natural, mineral, cultural, artística, seguridad pública y avances industriales, científicos y tecnológicos que el país estaba realizando, posicionándose como una potencia.
Las colecciones de objetos remitidas por México aspiraban a mostrar un país que ofrecía paz, seguridad, justicia, riquezas naturales poco comunes, leyes protectoras de la vida, de la propiedad y del espíritu de empresa, recreando una imagen de México como territorio de oportunidad.
La primera participación de México en estas exposiciones se realizó en la exposición de 1867 y a partir de este momento, las participaciones de México se hicieron más recurrentes, volviendo a participar en la exposición internacional de 1889 de París, con la cual, estimuló su interés en este tipo de eventos, culminando con un pabellón en la Exposición Universal de París de 1900.

## Organización
El Estado mexicano organizó su participación en la Exposición a partir de la clasificación y delegación de cargos, acorde al reglamento de participación de París en la Feria y según las necesidades de México. En el reglamento que a nación de Francia envió, después de recibir las cartas de confirmación de participación de las naciones, especificaba que cada país debía nombrar un representante, el cual se denominó "Comisionado General", quien debía presentarse a los asuntos oficiales de la Exposición. Además de este, el comisionado debía de dividir las tareas por grupo de clasificación a los "Jefes de grupo", quienes tenían la tarea de organizar a los expositores invitado, estimular el patrocinio de empresas privadas, realizar la difusión de las participaciones de México dentro del evento, realizar la recolección de las piezas a exponer así como su empaquetación y envío a la nación francesa y por último, la realización de los catálogos e inventario correspondientes a cada clasificación y subclasificación.
En cambio, el Delegado General tenía las funciones de representar al gobierno mexicano en los asuntos referentes a la Feria; mantenerse en constante comunicación con la Secretaría de Fomento acerca de los avances de la organización y las decisiones que se iban tomando; la designación de fondos, la contratación de nuevo personal, y la creación de la reglamentación que el personal mexicano debía seguir en su estancia en París.

### Jefes de Grupo
El ministro Plenipotenciario de México en París, delegado general, quedó a cargo de Don Antonio de Mier y Celis, después al arquitecto del pabellón mexicano, Don Antonio M. Anza y por último, a Sebastián de Mier, quien asistió a la Exposición en París en representación del gobierno mexicano.
Los jefes de grupo de México quedaron seleccionados de la siguiente manera:
- Grupos I, II, III, XVII y sección retrospectiva: Fernando Ferrari Pérez
- Grupos IV, y VI: Luis Salazar
- Grupo V: Rafael Ramos
- Grupo VII, VIII y X: José C. Segura
- Grupo VI: de Minas Carlos Sellerier
- Grupo IX y XV: José Ramírez
- Grupo XII y XIII: Eduardo E. Zárate
- Grupo XIV y XV: Dr. Manuel Flores
- Grupo XVIII: Coronel Rodrigo Valdés

## Dinámica de México en la exposición

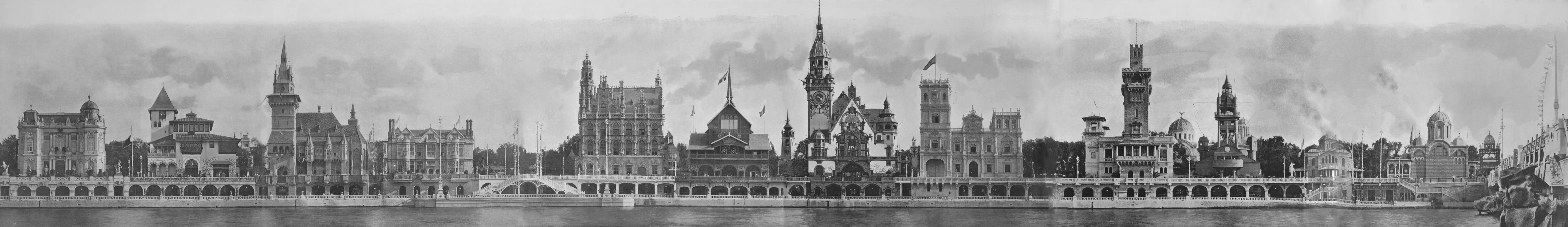
Pabellón de las naciones, junto al Río Sena

En la participación de México en la última exposición de 1889, se trató de innovar la dinámica de la exposición, al exponer los objetos junto a sus materias primas sin algún proceso de trabajo, esto con el objetivo de mostrar el lado modernista de la nación; sin embargo, en la Exposición de 1900, al ser de mayor magnitud, en la que México fue invitado a pesar de los anteriores altercados políticos entre ambas naciones, se pretendía demostrar los avances tecnológicos, artísticos, científicos e industriales que México había realizado desde la última Exposición, en donde se había realizado el palacio neo-Azteca, proyecto realizado por los arquitectos M. Anza y Antonio Peñafiel.

México le dio mayor impulso a la promoción de productos naturales y agrícolas locales, llevando a productores que pudieran negociar directamente con el mercado internacional.
Todas las riquezas naturales del país, todos sus productos explotados y todos los artículos de sus industrias manufactureras, haciendo alarde, de su próvida naturaleza y de la inteligencia y laboriosidad de sus hijos, para que la exposición resultara como un resumen gráfico de nuestra potencia productiva.

## Selección de categorías II, III y VII
Se enviaron circulares a artistas plásticos, literatos, historiadores, escritores, fotógrafos y arquitectos, solicitando su ayuda para contribuir a la participación de México en la exposición; a los creadores que respondieron a las misivas, se les reenvió otra circular, especificando el nombre de sus creaciones y sus requerimientos técnicos.
En total, la participación en las categoría de Bellas Artes, literatura y ciencias y fotografía, contaron con las siguientes participaciones:
1. pintura, caracteres y dibujos, 34
2. grabado y litograbado, 1
3. escultura y grabado en medallas y piedras finas, 10
4. arquitectura, 12
5. tipografía e impresiones diversas, 12
6. fotografía, 47
7. libros, ediciones musicales, encuadernación, periódicos y anuncios, 187
8. cartas y aparatos de geografía, cosmografía y topografía, 16
9. instrumentos de precisión, 3
10. medicina y cirugía, 6
11. instrumentos de música, 7
12. material de arte teatral, 1

### Bellas Artes
La selección y representación de México en París estuvo a cargo del escultor Jesús Fructuoso Contreras, quien desde 1898 se encargó de la supervisión de los artistas participantes de la Feria.
Algunos artistas participantes fueron Leandro Izaguirre, Alberto Fuster, Gerardo Murillo, Jesús F. Contreras, Agustín Ocampo y Enrique Guerra.
El modernismo escultórico que presentaron estas piezas en la Exposición, era la expresión de un símbolo moderno, que no pretende una expresión realista, como si fuera una impresión fotográfica, al contrario, pretendía ser una representación sublimada, embellecida, e idealizada, con un terminado inacabado, que pretendía exaltar los claros y oscuros dentro de la pieza.

#### Malgré Tout(a pesar de todo)[7]

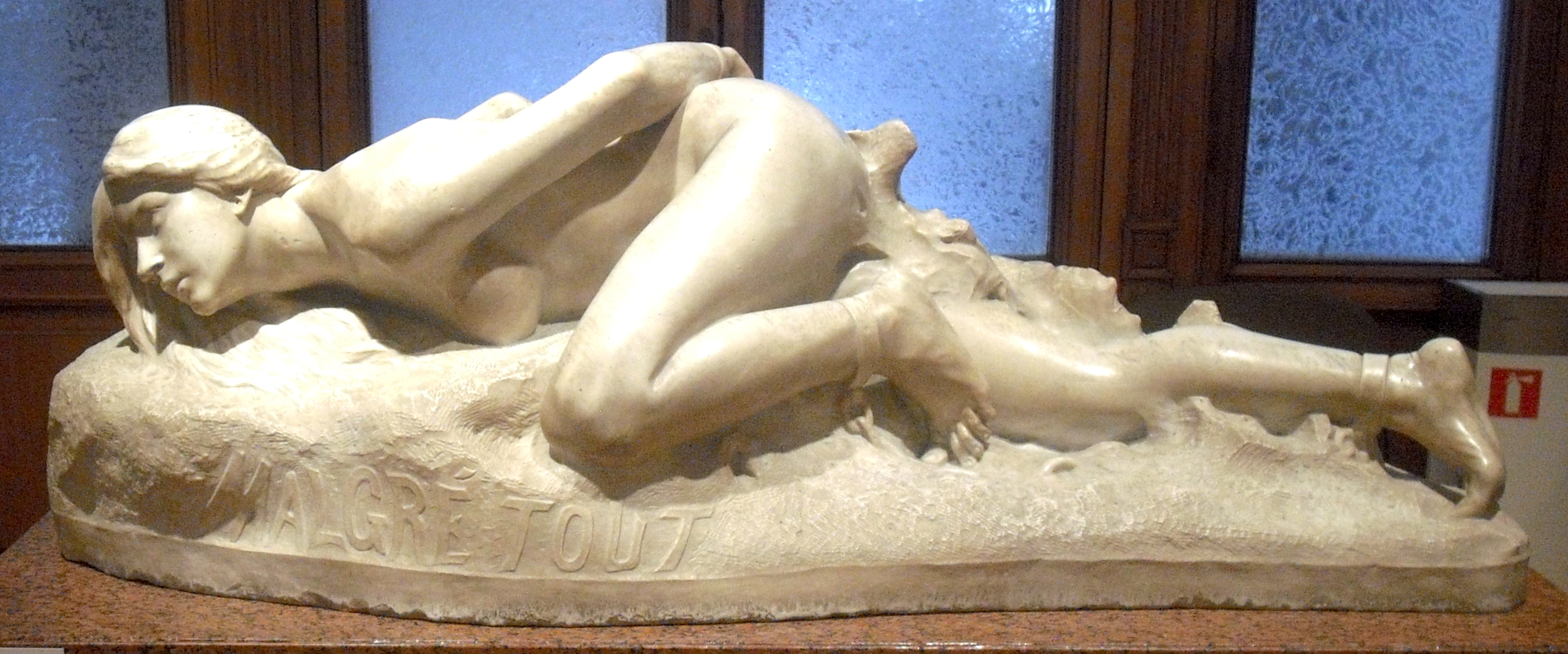
Malgré Tout, de Jesús F. Contreras.

Obra escultórica en mármol, realizada en 1898 por el escultor Jesús F. Contreras, quien durante la Feria, recibió la mención honorífica La Cruz de Caballero de la Legión de Honor, por haber realizado una de las piezas escultóricas más clamadas en toda la Feria a pesar de su condición física, al haber perdido un brazo en consecuencia del cáncer de su brazo derecho.

#### Desespoir

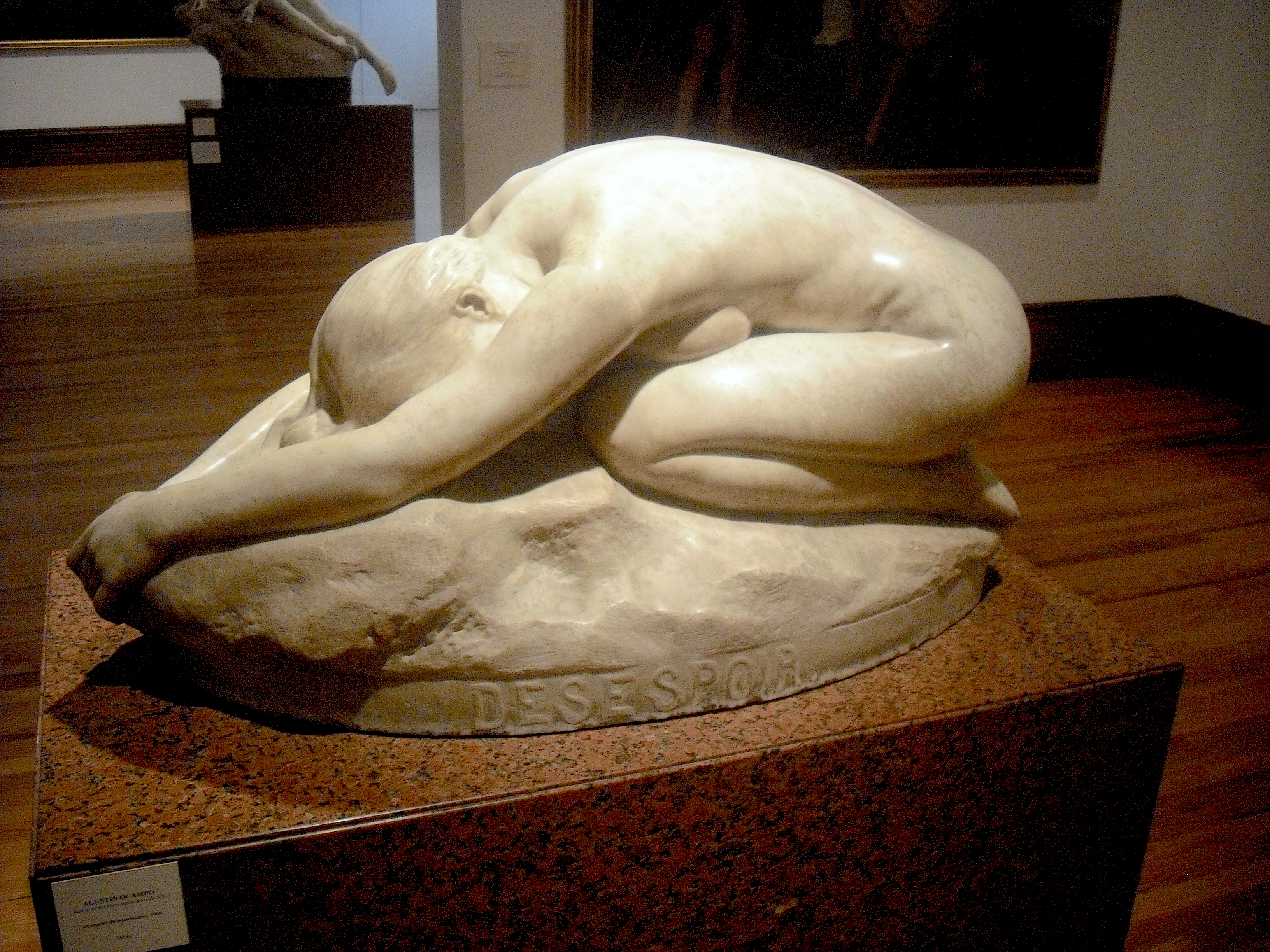
Desespoir (Agustín Ocampo)

Obra escultórica en mármol, realizada por el escultor Agustín Ocampo con un estilo que asemeja a lo Rodín, representa la rendición y desesperación absoluta. Por un largo tiempo, la obra fue expuesta en la Alameda, Ciudad de México, como una obra de Jesús F. Contreras, sin embargo, al realizar una investigación a las obras expuestas en la Feria, resultó ser la pieza de Ocampo.

### Menciones

#### Grupo II
- Grandes premios, 1
- Medallas de plata, 1
- Medallas de bronce, 3
- Menciones honoríficas, 6

#### Grupo III
- Grandes premios, 3
- Medallas de oro, 10
- Medallas de plata, 30
- Medallas de bronce, 23
- Menciones honoríficas, 25

#### Grupo VII
- Grandes premios, 10
- Medallas de oro, 21
- Medallas de plata, 64
- Medallas de bronce, 67
- Menciones honoríficas, 47